# 독무덤

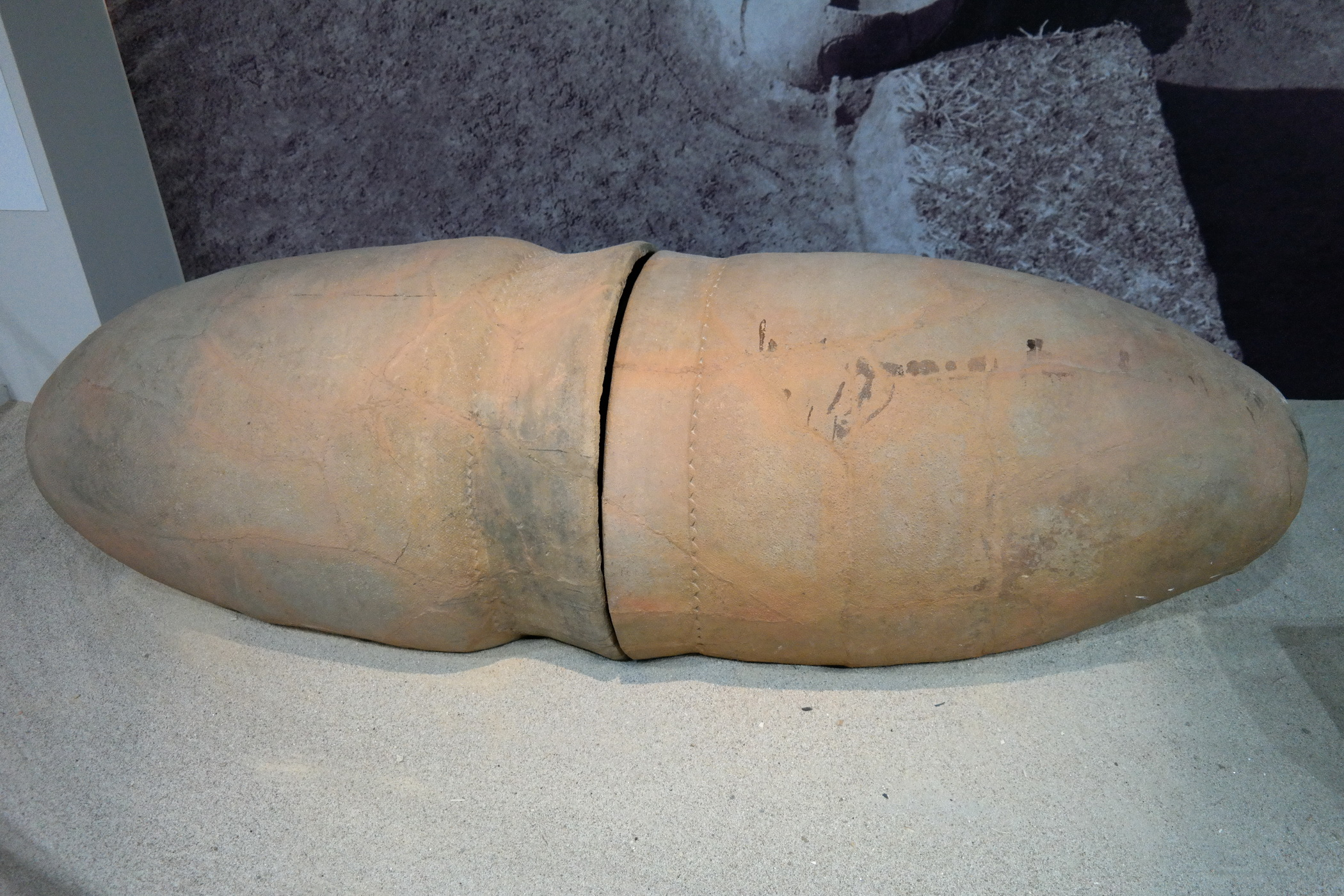
전남 영암 월송리에서 출토된 독널(옹관)

독무덤 또는 옹관묘(甕棺墓)는 금석 병용 시대의 분묘, 흙이나 돌 대신 큰 항아리 속에 시체를 넣어 만든 무덤이다. 부장품으로 화살촉, 도끼 등이 발견된다. 토기 하나를 사용한 것을 단식옹관, 두 개를 붙여서 사용한 것을 합구(合口) 옹관이라 한다. 매장법으로는 옹관을 수직으로 세워놓은 수직관과 수평으로 관을 눕혀 놓은 수평장이 있다.
낙랑 유적(樂浪遺蹟)에서는 어린아이의 옹관이 발견되었으며, 남쪽에서는 경남의 동래(東萊)·양산(梁山)·김해(金海)의 선사시대 유적에서 발견되었고, 삼국시대로 보이는 옹관 유물이 전남 나주군 반남면에서 발견되었다.

## 같이 보기
- 널무덤
- 나주 반남 고분군